# Nederlands Spoorwegmuseum

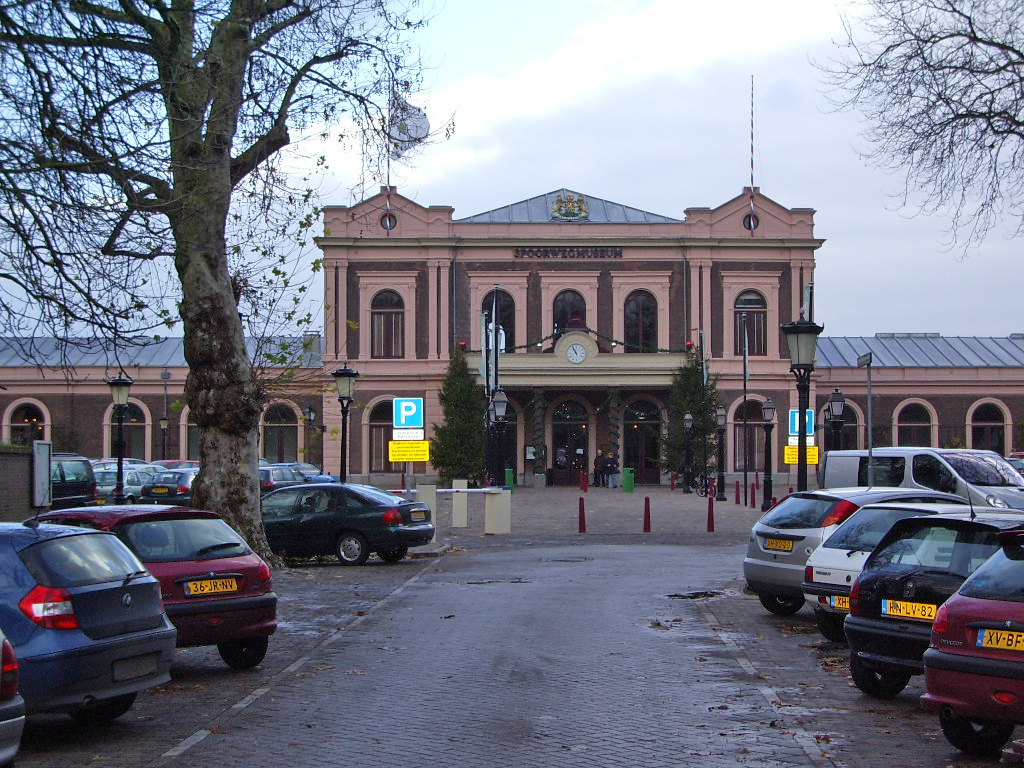
Fasada muzeum

Nederlands Spoorwegmuseum, NSM, Holenderskie Muzeum Kolei – muzeum holenderskich kolei w Utrechcie, w zabytkowym budynku dworca Utrecht Maliebaan.